# هارتال

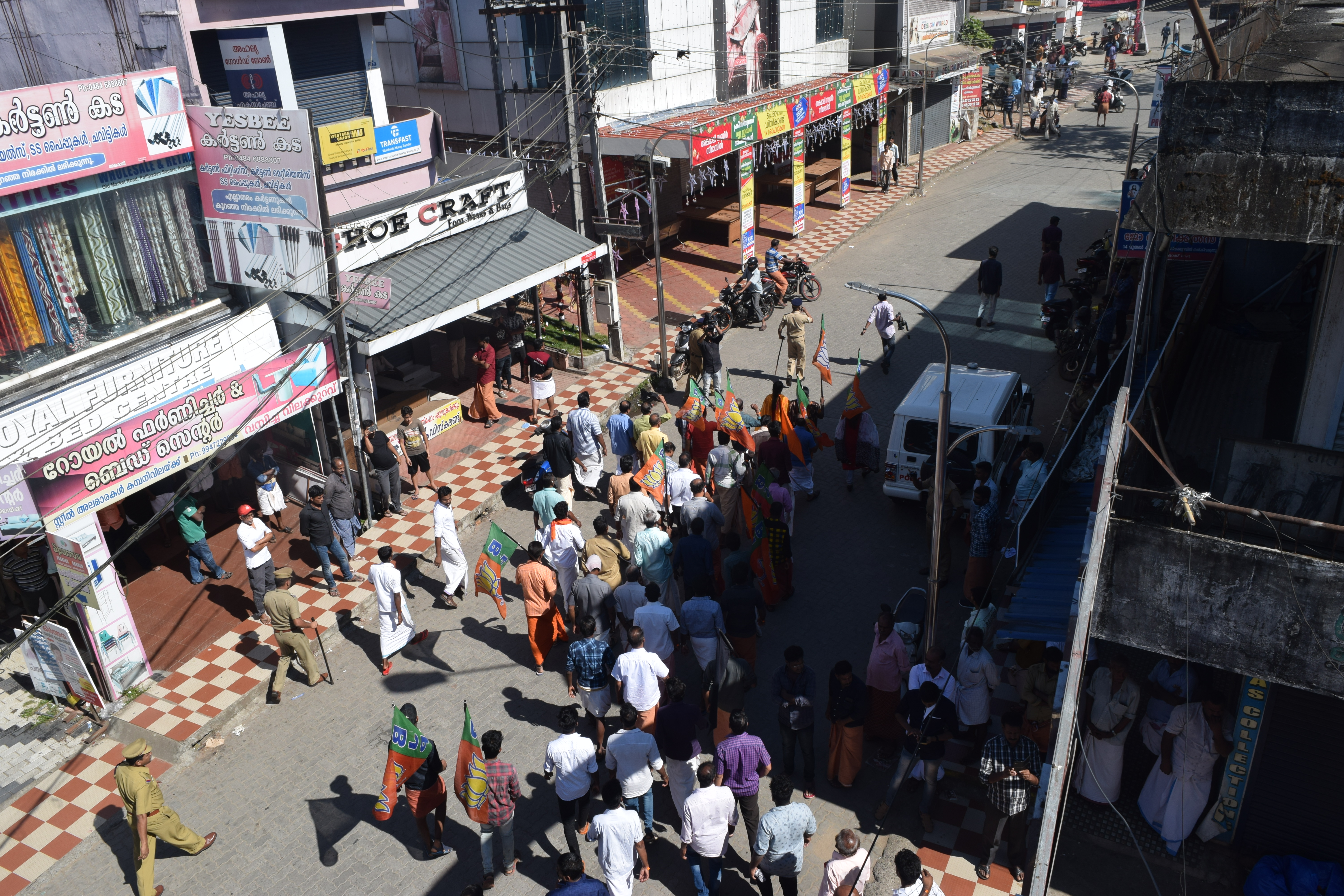
هارتال في مدينة كيرلا الهندية

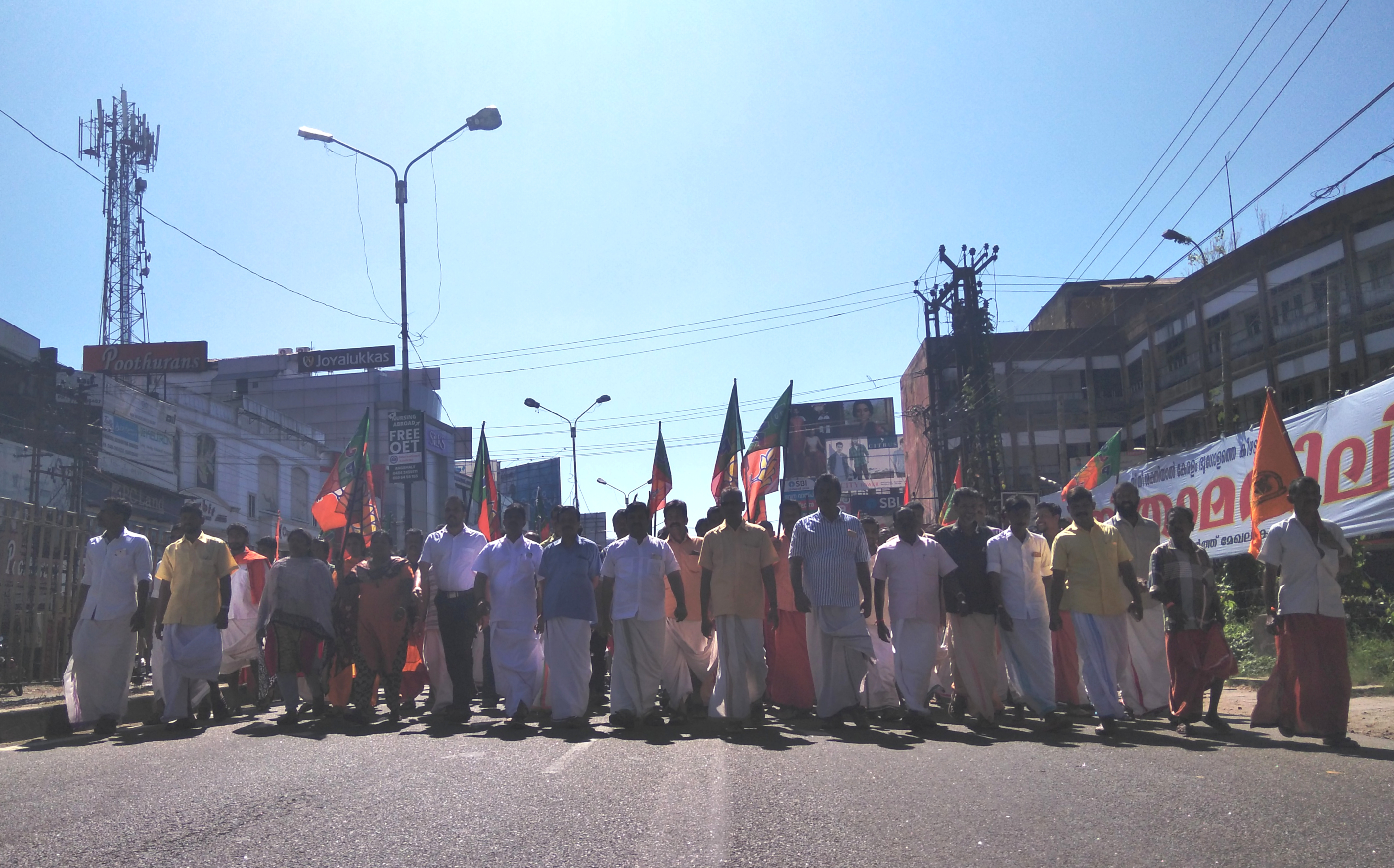
هارتال في مدينة كيرلا الهندية

هارتال (بالإنجليزية: Hartal) هو مصطلح يستخدم في العديد من اللغات الهندية تعبيراً عن القيام بإضراب. تم استخدام الكلمة لأول مرة خلال حركة الاستقلال الهندية (والمعروفة أيضًا باسم الحركة القومية). هارتال هو احتجاج ضخم، غالبًا ما يتضمن إغلاقًا تامًا لجميع أماكن العمل والمكاتب والمتاجر ومحاكم القانون، ويعد شكلًا من أشكال العصيان المدني على غرار إضراب العمال. بالإضافة إلى كونه إضراب عام، فإنه يتضمن أيضاً الإغلاق الاختياري والطوعي للمدارس وأماكن العمل، وتعد وسيلة لجذب تعاطف الحكومة لإلغاء قرار غير مقبول ومرفوض. غالبًا ما يستخدم مصطلح هارتال لأسباب وأغراض سياسية أخرى، على سبيل المثال تستخدم الكلمة من قبل حزب سياسي معارض احتجاجاً على سياسة أو عمل حكومي مرفوض.
يعود أصل كلمة هارتال إلى اللغة الكجراتية (હડતાળ haḍtāḷ أو હડતાલ haḍtāl) والتي تدل على إغلاق المتاجر والمستودعات بهدف تلبية الطلب. استخدم المهاتما غاندي، والمنحدر من ولاية كجرات الهندية، المصطلح للإشارة إلى إضراباته العامة المعادية للحكم البريطاني في الهند، الأمر الذي أدى إلى تثبيت وترسيخ المصطلح. يعود أصل العصور الحديثة لهذه الأشكال من الاحتجاجات العامة إلى الحكم الاستعماري البريطاني في الهند.
أدت الإجراءات القمعية التي اتخذتها الحكومة البريطانية الاستعمارية والولايات الأميرية، والتي انتهكت حقوق الإنسان وحاولت وقف الاحتجاجات السلمية المطالبة بإنهاء الحكم البريطاني في الهند، إلى ظهور احتجاجات عامة محلية في بلدان مجاورة، مثلما حدث في مدينتي بيناريس وباردولي. لا يزالمصطلح هارتال شائعًا في الهند وباكستان وبنغلاديش وفي أجزاء من سريلانكا حيث يستخدم المصطلح غالبًا للإشارة إلى حادثة هارتال سيلان، والذي حصلت في سيريلانكا في عام 1953. في ماليزيا، يُستخدم المصطلح للإشارة إلى الإضرابات العامة المختلفة التي حدثت في الأربعينات والخمسينات والستينات من القرن الماضي مثل أول مالايا هارتال All-Malaya Hartal لعام 1947 و بينانغ هارتال Penang Hartal لعام 1967.
هناك مصطلع آخر شائع في المناطق الناطقة باللغة الهندية ويسمى بوك هارتال bhukh hartal أو الإضراب عن الطعام.
يتم استخدام الكلمة أيضًا لأغراض فكاهية أخرى مثل التعبير عن الامتناع عن العمل.